# Fantasy-Jahr 1962
Übersicht

◄◄ | ◄ | 1958 | 1959 | 1960 | 1961 | Fantasy-Jahr 1962 | 1963 | 1964 | 1965 | 1966 | ► | ►►

Weitere Ereignisse

## Neuerscheinungen Literatur
| Deutscher Titel         | Deutschsprachiges Erscheinungsjahr | Originaltitel        | Autor                 | Anmerkungen                             |
| ----------------------- | ---------------------------------- | -------------------- | --------------------- | --------------------------------------- |
| Retter des Planeten     | 1962                               | The Planet Savers    | Marion Zimmer Bradley |                                         |
| Das Schwert des Aldones | 1971                               | The Sword Of Aldones | Marion Zimmer Bradley | völlig neuüberarbeitet als Sharras Exil |
| Die ewige Schlacht      | 1982                               | The Eternal Champion | Michael Moorcock      |                                         |

## Neuerscheinungen Filme
| Deutscher Titel             | Deutschsprachiges Erscheinungsjahr | Originaltitel                     | Regie              | Anmerkungen |
| --------------------------- | ---------------------------------- | --------------------------------- | ------------------ | ----------- |
| Ascalon, das Zauberschwert  | 1990                               | The Magic Sword                   | Bert I. Gordon     |             |
| Germanicus in der Unterwelt | 1963                               | Maciste contro i mostri           | Guido Malatesta    |             |
| Der goldene Pfeil           | 1963                               | L'arciere delle mille e una notte | Antonio Margheriti |             |
| Seelenwanderung             | -                                  | -                                 | Rainer Erler       |             |
| Vulcanus, der Titan         | 1963                               | Vulcano figlio di Giove           | Emimmo Salvi       |             |

## Geboren
- Rachel Caine († 2020)
- Suzanne Collins
- Alison Croggon
- Sam Feuerbach
- Jane Lindskold
- Gail Z. Martin
- Fiona Patton
- Frank Rehfeld
- Jennifer Roberson